# Tiny Tim (musicista)
Tiny Tim, pseudonimo di Herbert Buckingham Khaury (New York, 12 aprile 1932 – Minneapolis, 30 novembre 1996), è stato un musicista e cantante statunitense di genere folk.

## Biografia

### Infanzia
Herbert Buckingham Khaury nasce a New York, nel distretto di Manhattan, da padre libanese, Butros, di religione cristiana maronita, e madre ebrea polacca, Tillie, fuggita da Brest-Litovsk (oggi Bielorussia) all’inizio del secolo e figlia di un rabbino. Assume il nome d'arte "Tiny Tim" dall'omonimo personaggio di A Christmas Carol (Canto di Natale) di Charles Dickens. Tiny Tim veniva descritto come un uomo d'alta statura, circa 185 centimetri, con capelli lunghi e disordinati, che gli davano un aspetto particolarmente untuoso, nonostante avesse una cura maniacale per il corpo; anche per questo si riferiva a se stesso come "maestro della confusione", per evidenziare tutti i controsensi legati al suo aspetto e al suo carattere. Tiny Tim era un devoto cattolico e nutriva un dichiarato disgusto verso il sesso, infatti in un'intervista dichiarò: «Ringrazio Dio che mi ha dato la capacità di guardare tranquillamente le donne nude e avere solo pensieri puri».
A 5 anni suo padre gli regalò un grammofono a carica e un disco a 78 giri di Beautiful Ohio di Henry Burr. A 6 anni impara a suonare la chitarra da autodidatta, mentre a 11 anni studia da solo il violino. In questo periodo sviluppa inoltre una passione per i dischi, in particolare per quelli degli anni 1900 fino agli anni 1930. Trascorreva gran parte del suo tempo libero alla New York Public Library, leggendo la storia dell'industria fonografica e dei suoi primi artisti. Fece ricerche sugli spartiti, spesso realizzando copie fotografiche da portare a casa e studiare, un hobby che ha coltivato per tutta la vita.

### Vita

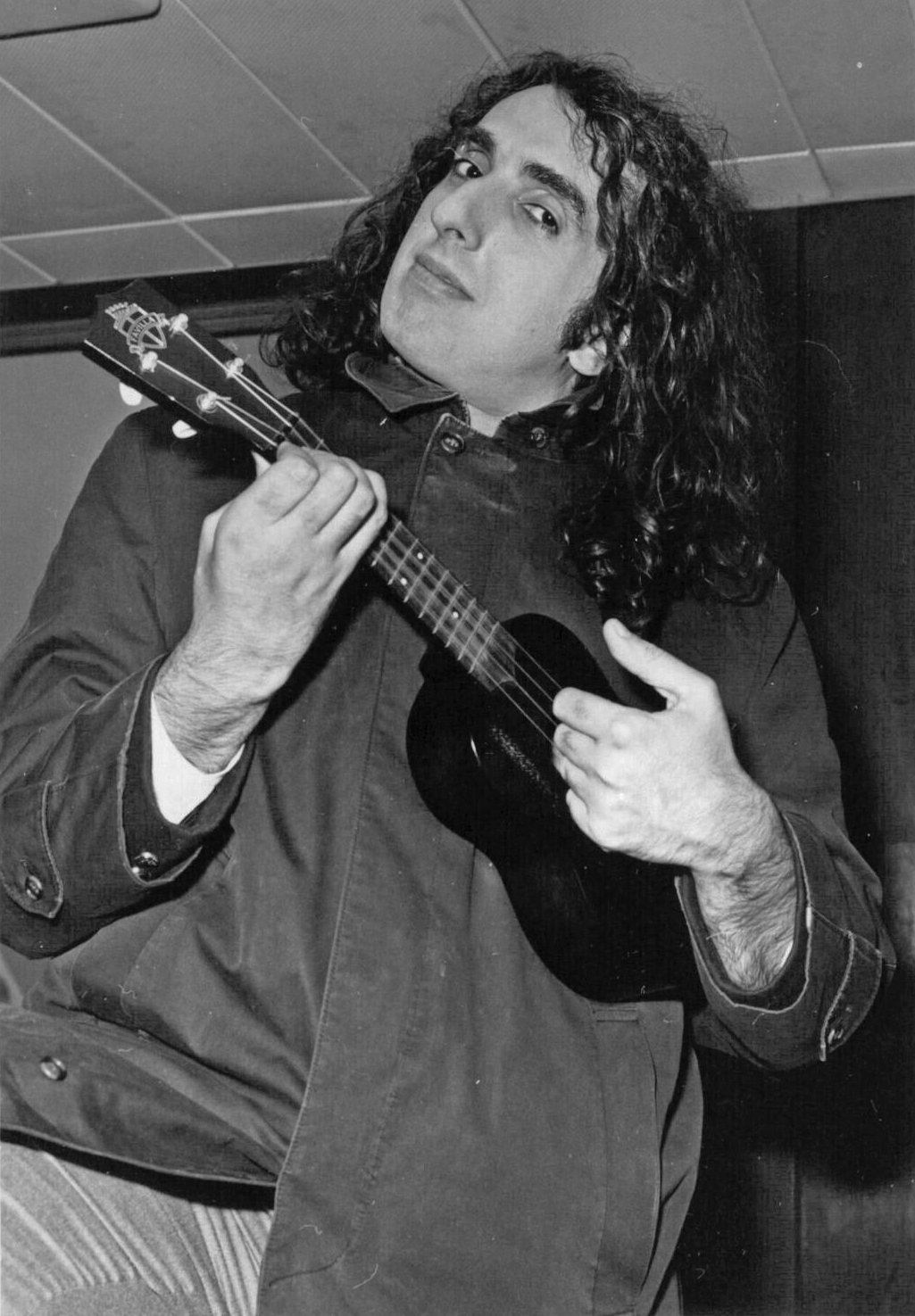
Tiny Tim nel 1969 con il suo ukulele

Ha frequentato la George Washington High School di Washington Heights (Manhattan), rivelandosi però uno studente mediocre e ripetendo più volte il secondo anno, svolgendo nel frattempo diversi lavori umili. Nel 1945 subì un'operazione chirurgica di asportazione dell'appendice; durante questo periodo si dedicava alla lettura della Bibbia e ascoltava canzoni alla radio, senza uscire mai di casa se non per andare a scuola.
All'inizio degli anni 1950 Tiny Tim ottiene lavoro come fattorino presso Metro-Goldwyn-Mayer e diviene sempre più ossessionato dalla musica e dall'intrattenimento. Successivamente partecipa ad un talent show locale dove canta You Are My Sunshine, co-scritto da Jimmie Davis, per poi esibirsi in varie discoteche con diversi soprannomi. A 20 anni, inizia a modificare il suo stile, indossando abiti stravaganti e un trucco bianco pastoso per distinguersi da altri artisti emergenti e facendosi inoltre crescere i capelli. Sua madre non capiva il cambiamento di aspetto del figlio e aveva intenzione di portarlo al Bellevue Hospital Center, un ospedale psichiatrico, finché suo padre non fosse intervenuto.

### Morte

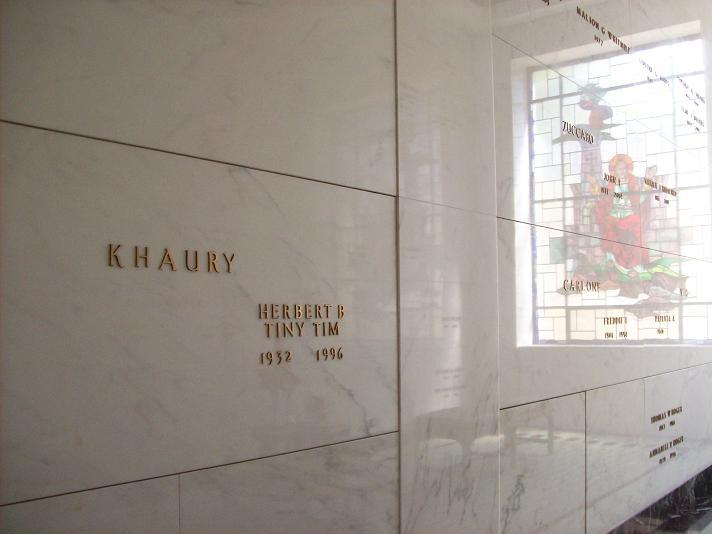
La tomba di Tiny Tim al mausoleo di Lakewood

Il 28 settembre 1996, dopo aver registrato una video intervista, Tiny Tim subì un attacco di cuore durante un'esibizione presso la Montague Grange Hall di Montague, nel Massachusetts. Venne ricoverato presso il vicino Franklin County Medical Center di Greenfield per circa tre settimane prima di essere dimesso con forti ammonimenti a non esibirsi più a causa della sua salute, del peso e delle esigenze dietetiche per le sue condizioni cardiache e diabetiche (Tiny Tim infatti seguiva una dieta a base di birra Old Milwaukee e patate inzuppate in salsa barbecue), ma ignorò ogni consiglio.
Il 30 novembre 1996, stava suonando a un gala di beneficenza ospitato dal Women's Club di Minneapolis. Nonostante non si sentisse bene e più della metà del pubblico se ne fosse ormai andata, Tiny Tim salì comunque sul palco. Durante l'esecuzione del suo brano più famoso Tiptoe Through the Tulips, subì un altro arresto cardiaco sul palco; mentre la moglie lo stava soccorrendo, Tiny Tim morì, all'età di 64 anni. I soccorritori eseguirono su di lui la rianimazione cardiopolmonare e lo portarono all'Hennepin County Medical Center, dove dopo ripetuti tentativi di risveglio, è stato dichiarato morto alle ore 23:20. I suoi resti sono sepolti in un mausoleo nel Lakewood Cemetery a Minneapolis.

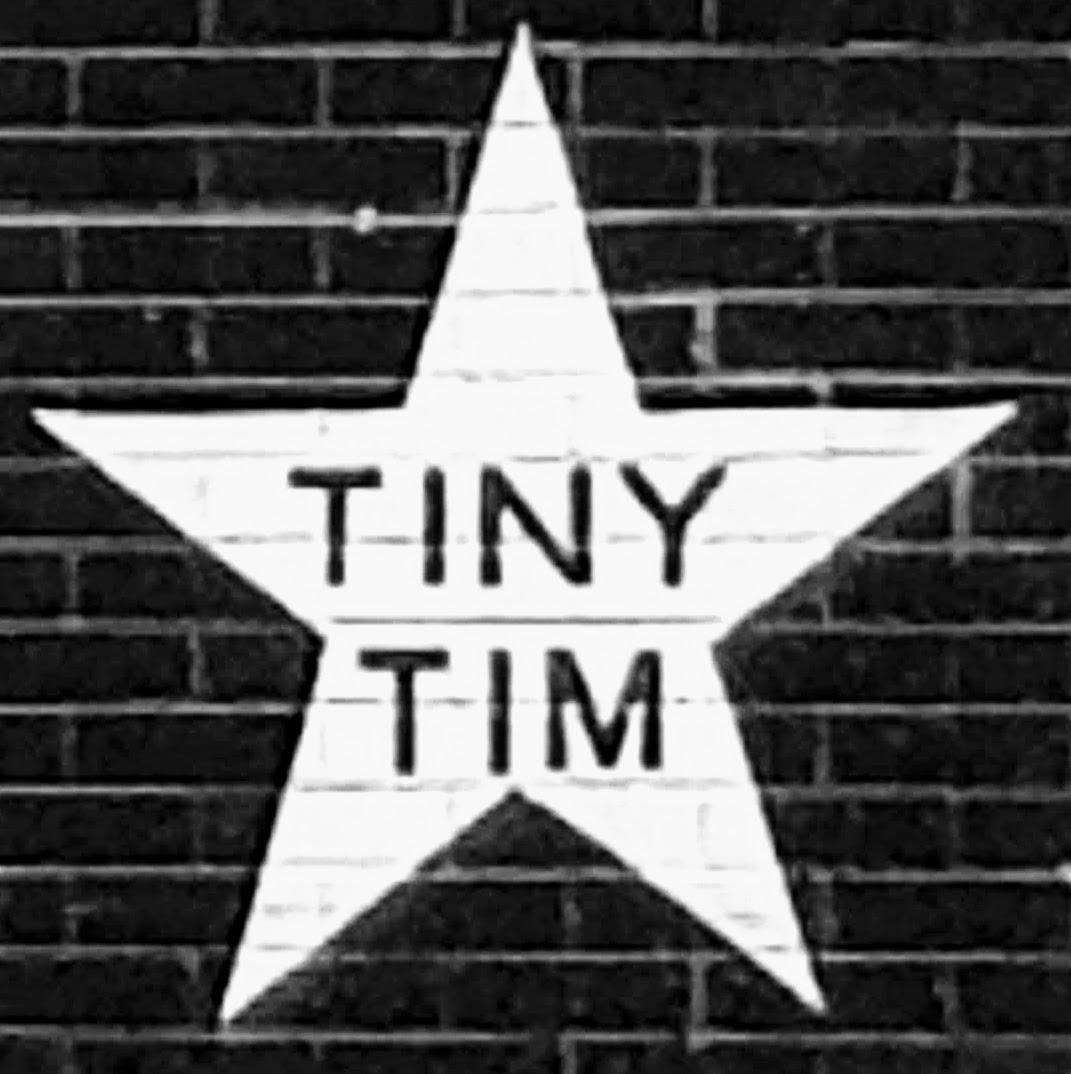
Stella sul muro del nightclub First Avenue di Minneapolis dedicata a Tiny Tim, con inciso il suo nome

Un grande murale di Tiny Tim con temi di tulipani dell'artista australiano Martin Sharp si trova al Macquarie University Student Council di Sydney, in Australia. Tiny Tim inoltre è stato premiato con una stella sul murale esterno del nightclub First Avenue di Minneapolis, un riconoscimento per artisti che hanno contribuito fortemente alla cultura musicale presso il luogo, infatti secondo il giornalista Steve Marsh, «ricevere una stella dedicata potrebbe essere l'onore pubblico più prestigioso che un artista possa ricevere a Minneapolis».

## Carriera

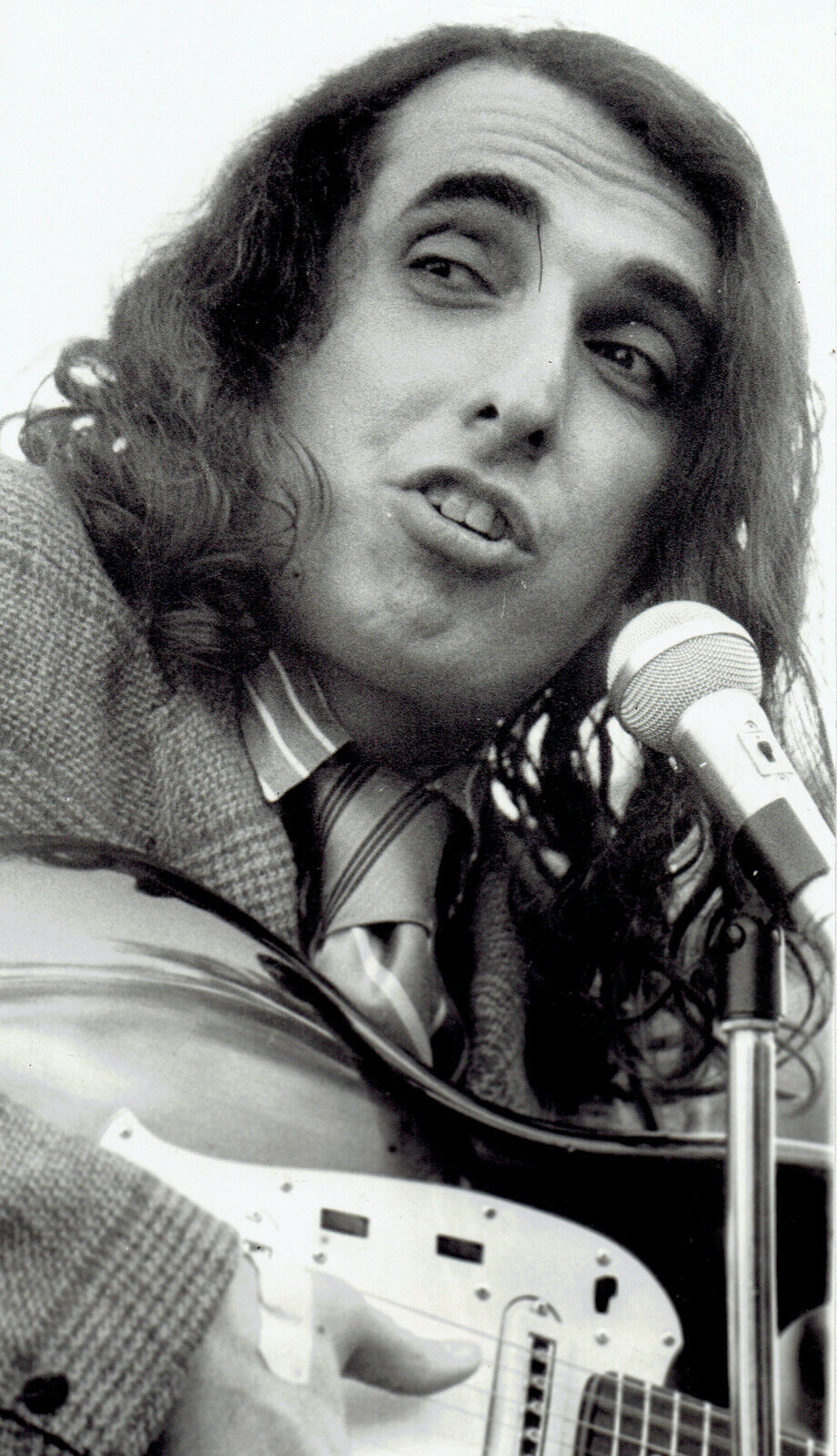
Tiny Tim in un manifesto pubblicitario

Il suo primo album risale al 1968, God Bless Tiny Tim che rimase in classifica per 32 settimane arrivando fino alla posizione numero 7, nel quale è contenuto anche il brano più famoso dell'artista, Tiptoe Through the Tulips, traccia che raggiunse la posizione numero 17, ripresa ed utilizzata nel film horror del 2010 Insidious e nei suoi sequel.
Nel 1959 Tiny Tim si esibì con il nome d'arte Larry Love, il canarino canterino (Larry Love, the Singing Canary) all'Hubert's Museum e al Live Flea Circus a Times Square a New York. Dopo l'esibizione ha firmato un contratto con un manager che lo ha mandato a fare audizione nel Greenwich Village di New York, dove si è esibito in concerti amatoriali gratuiti, suonando l'ukulele e cantando in falsetto quello che sarebbe diventato il suo singolo più famoso, Tiptoe Through the Tulips.

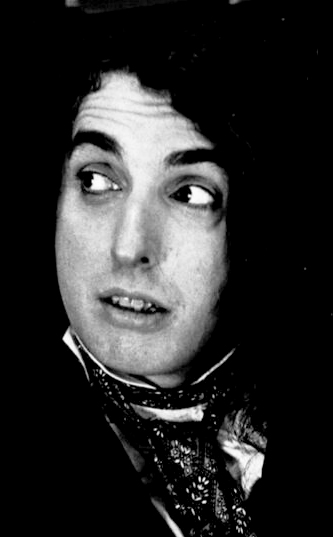
Tiny Tim nel 1969

Nel 1963 ha tenuto il suo primo concerto a pagamento al Page 3, un club gay e lesbico nel Greenwich Village, suonando 6 ore a notte e 6 sere a settimana per 96 dollari al mese. Per i due anni successivi si è esibito con i nomi d'arte Dary Dover e Sir Timothy Timms. È stato ingaggiato dal suo nuovo manager George King, che gli diede l'ironico appellativo di "Tiny Tim" (che sarebbe diventato il suo nome d'arte definitivo) ispirandosi all'omonimo personaggio di A Christmas Carol: "Tiny", infatti, significa "piccolo", quando Khaury era invece molto alto.

Tiny Tim è apparso nei film Normal Love di Jack Smith (1963) e You Are What You Eat (1968) in cui cantava la canzone delle Ronettes Be My Baby in falsetto, e in molti altri film dell'epoca, tra cui la commedia del 1997 Private Parts, che è stata girata pochi mesi prima della sua morte; ha inoltre interpretato I Got You Babe di Sonny e Cher, con Tiny Tim che cantava le parti di Cher con la sua voce in falsetto, insieme a Eleanor Barooshian che cantava la parte baritonale di Sonny Bono. La performance di I Got You Babe ha portato a una prenotazione per il primo episodio della sketch comedy televisiva Rowan and Martin's Laugh-In. Il co-conduttore della serie Dan Rowan annunciò che stava cercando nuovi talenti per la commedia, così venne presentato Tiny Tim. Tiny Tim entrò ed estrasse l'ukulele dalla sua borsa della spesa per poi cantare A-Tisket, A-Tasket e On the Good Ship Lollipop mentre l'altro co-conduttore Dick Martin guardava impressionato. Tiny Tim cantò la sua versione in falsetto di Tiptoe Through the Tulips alla sua seconda apparizione nello show. Per la sua terza apparizione (stagione 1, episodio 14) Tiny Tim si presentò mandando baci al pubblico e, dopo una breve intervista, riprese a cantare Tiptoe Through the Tulips.

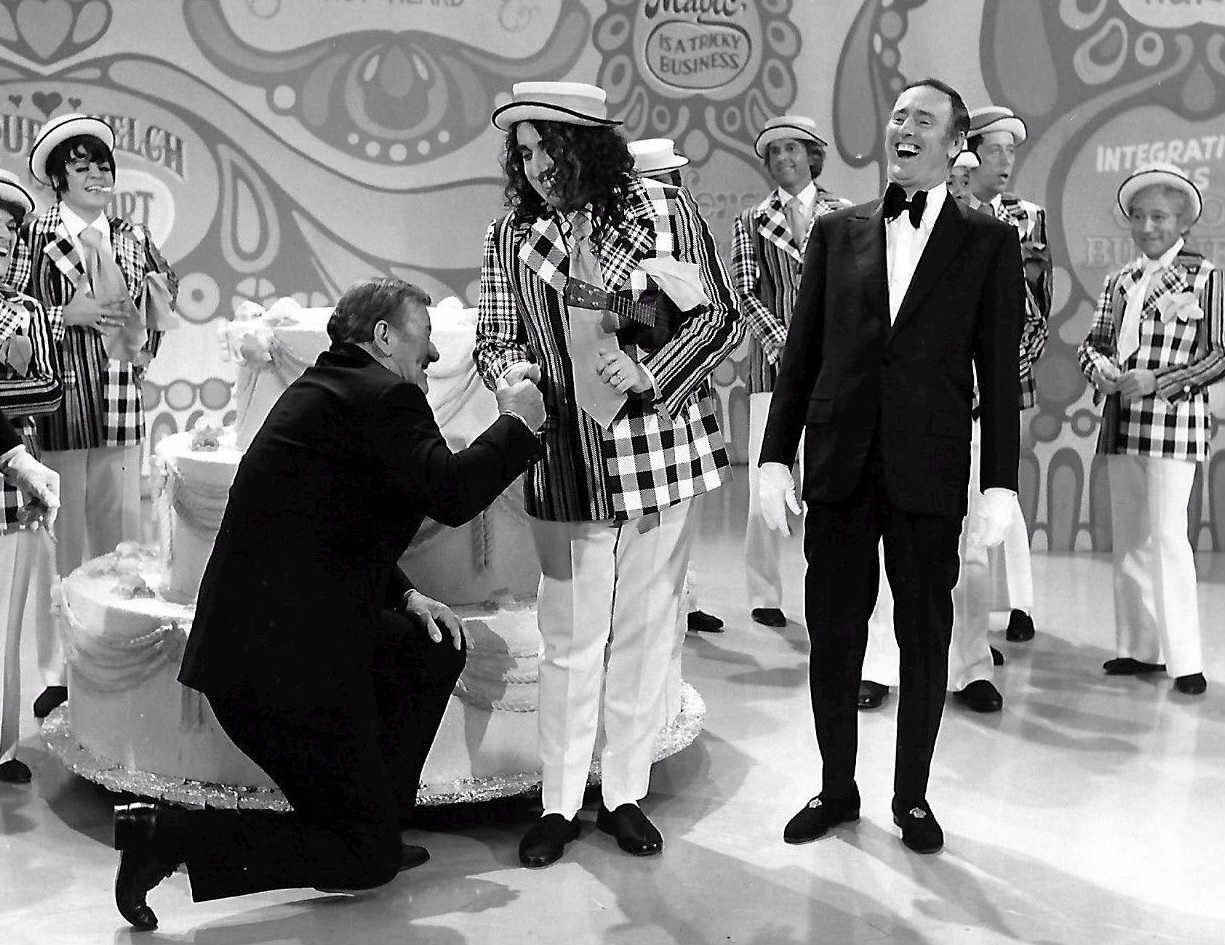
Tiny Tim e John Wayne durante il centesimo episodio del programma televisivo Rowan & Martin's Laugh-In, con Dick Martin a destra. Sullo sfondo sono visibili Ruth Buzzi, Jo Anne Worley, Alan Sues, Dennis Roy Allen e Henry Gibson.

Il 7 ottobre 1969, Tiny Tim ha pattinato sul ghiaccio con la sua squadra di hockey su ghiaccio preferita, la Toronto Maple Leafs, prima di un evento di beneficenza presso l'impianto sportivo Maple Leaf Gardens. Indossando i pattini e la maglia del futuro membro della Hockey Hall of Fame Pat Quinn e aiutato dai membri del team Mike Walton e Jim McKenny, ha tentato di pattinare per la prima volta, seppur non ne fosse propriamente capace. In questa occasione affermò: «Che emozione! Solo essere sul ghiaccio è stato fantastico!».
Molti esperti e giornalisti hanno discusso se Tiny Tim fosse solo un personaggio creato a tavolino o se fosse genuino, come effettivamente era secondo alcuni critici che lo avevano conosciuto personalmente. Dopo i momenti salienti della sua carriera alla fine degli anni 1960, la popolarità di Tiny Tim iniziò a diminuire e lui non appariva più in nessun programma televisivo. Continuò a tenere concerti a Las Vegas e nell'agosto 1970, esibì una cover di There'll Always Be an England davanti a circa 600 000 persone al Festival dell'Isola di Wight 1970; la stampa britannica affermò che aveva rubato la canzone. Quando il suo contratto discografico con la Reprise Records terminò, Tiny Tim fondò la sua etichetta discografica e la chiamò Vic Tim Records, come un gioco di parole sulla combinazione del nome di sua moglie con quello del suo. Nel 1986 si esibì con il gruppo rock alternativo statunitense Camper Van Beethoven. Negli anni 1990 ha pubblicato diversi album, tra cui Rock (1993), I Love Me (1993) e Girl (1996).

### Influenze e stile

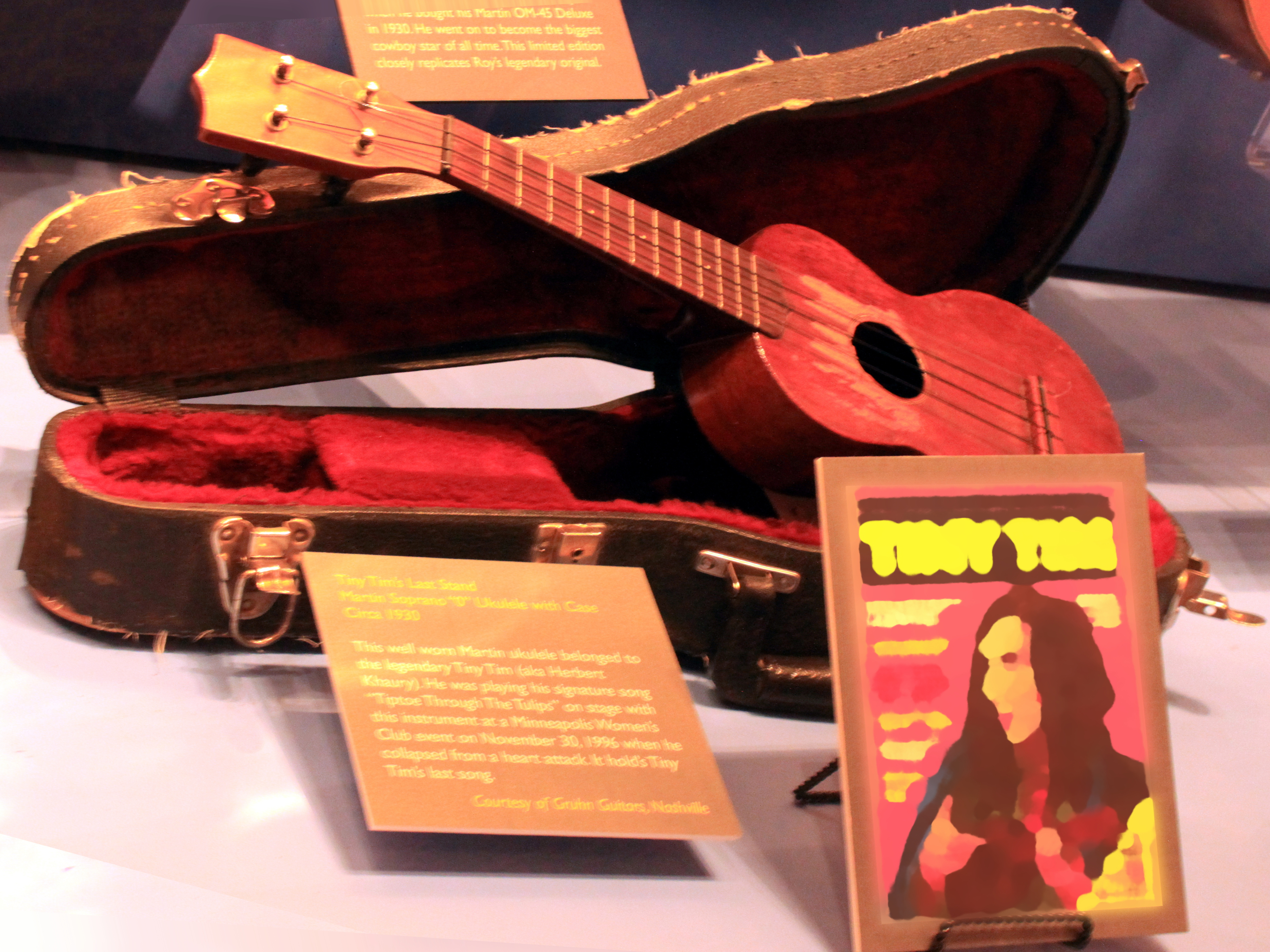
Fotografia dell'ukulele di Tiny Tim, strumento a cui l'artista era maggiormente affezionato, che ha suonato sul palco durante la sua ultima esibizione

Lo stile di Tiny Tim si distingueva per un particolare uso molto acuto del falsetto e per l'accompagnamento con il mandolino o, più spesso, con l'ukulele. Tiny Tim era un grande fan di Arthur Godfrey, che ne ha influenzato lo stile e il suo modo di suonare l'ukulele. In un'intervista del 1968 sul programma televisivo The Tonight Show, Tiny Tim disse di aver scoperto la sua capacità di cantare in falsetto mentre ascoltava la radio provando a cantare contemporaneamente, rendendosi conto di poter alzare la tonalità delle note della sua voce, descrivendo tutto ciò come «un'esperienza religiosa».
Tiny Tim veniva spesso deriso a causa della sua fisionomia definita "sgradevole" e perché sembrava strano che un uomo così alto e massiccio cantasse con una voce così acuta e quasi "da bambina". Per il suo stile e per come appariva al pubblico, fu definito da diversi critici come «un emarginato solitario intossicato dalla fama, un romantico, un reietto, l'Eterno Trovatore».

### Controversie
Tiny Tim fu a lungo oggetto di investigazione da parte dell'FBI, che svolse delle indagini sul suo conto perché sospettava che fosse in relazione con il cantante statunitense di origine italiane Frank Sinatra, sospettato di essere in stretto contatto con la mafia italoamericana.
L'allora direttore dell'FBI John Edgar Hoover indagò su Tiny Tim per diverso tempo, sulla sua vita e sulla sua infanzia, sui suoi precedenti nome d'arte che usava quando si esibiva in discoteca, senza mai scoprire una sua effettiva correlazione con la criminalità organizzata, dal momento che il cantante ha sempre avuto una fedina penale pulita.

## Vita privata

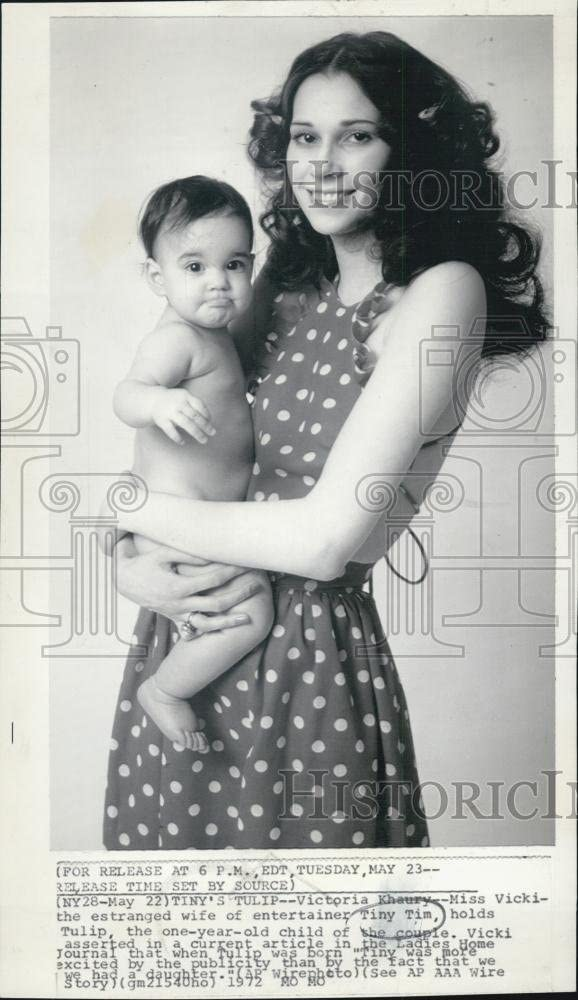
Victoria Khaury Budinger, la prima moglie di Tiny Tim, con sua figlia nel 1972

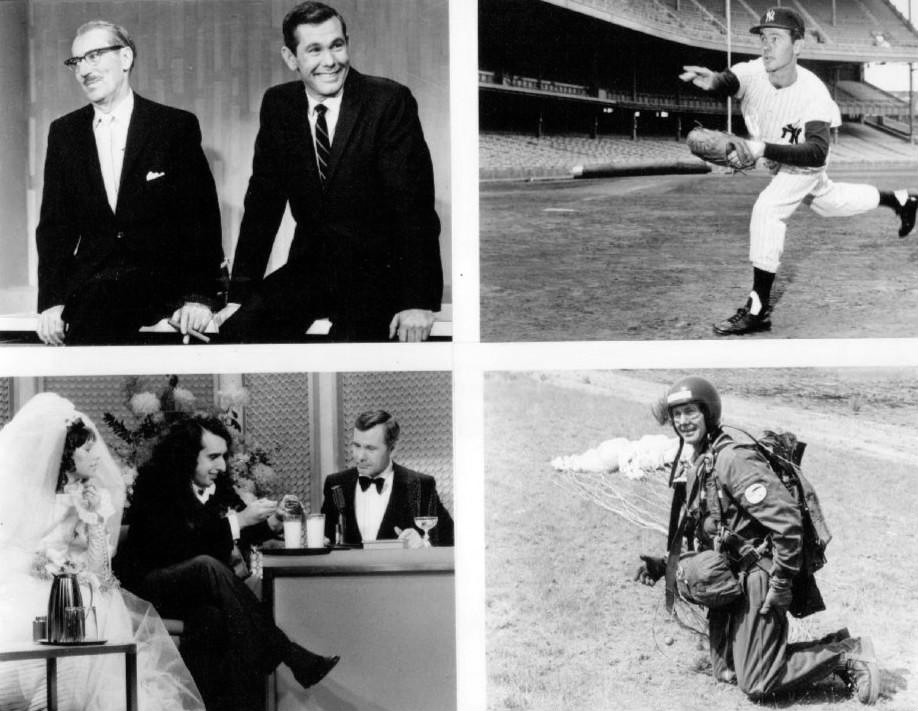
Fotografie dei momenti memorabili del The Tonight Show: in basso a sinistra, Tiny Tim con la moglie Vicki Budinger durante le loro nozze in diretta, 1969

Durante la sua vita, Tiny Tim ebbe tre mogli: Victoria Mae "Vicki" Budinger (che all'epoca aveva 17 anni, mentre Tiny Tim ne aveva 37), Jan Alweiss nel 1984 e Susan Marie Gardner (che era sua fan da quando aveva 12 anni) nel 1995, alle quali si riferiva sempre con l'appellativo di "signorina" (Miss); dalla prima moglie ebbe una figlia, Tulip Victoria Khaury. Tiny Tim e Vicki Budinger si sposarono nel 1969 in diretta televisiva al The Tonight Show, allora diretto da Johnny Carson, con 40 milioni di persone che guardavano, ma divorziarono dopo due anni di matrimonio; Budinger portò con sé la figlia e umiliò il marito posando nuda per una rivista per adulti.

## Discografia
- 1968: God Bless Tiny Tim
- 1968: Tiny Tim's 2nd Album
- 1969: For All My Little Friends
- 1980: Wonderful World of Romance
- 1980: Chameleon
- 1986: Tiny Tim: The Eternal Troubadour
- 1987: Tip-Toe Thru The Tulips/Resurrection
- 1991: The Heart Album
- 1993: Tiny Tim Rock
- 1993: I Love Me
- 1994: Songs of an Impotent Troubadour
- 1994: Tiny Tim's Christmas Album
- 1995: Live in Chicago with the New Duncan Imperials
- 1995: Prisoner of Love: A Tribute to Russ Columbo
- 1996: Girl
- 1996: Tiny Tim Unplugged
- 1997: The Eternal Troubadour: Tiny Tim Live in London
- 2000: Tiny Tim Live at the Royal Albert Hall
- 2009: I've Never Seen a Straight Banana - Rare Moments Vol. 1